# عبد الرزاق الصاعدي
عبد الرزاق بن فراج بن دخيل الترجمي الصاعدي العوفي الحربي (ولد 1959م) عالم لغة عربية سعودي، وأستاذ بالجامعة الإسلامية بالمدينة المنورة. وباحث ومتخصص في التصريف، وفقه اللغة، والمعاجم. ومؤسس مجمع اللغة العربية الافتراضي ورئيسه، وهو مجمع لغوي تفاعلي.

## مؤلفاته
أبرز مؤلفاته وبحوثه العلمية:
- شهاب الدين الخفاجي وجهوده في اللغة.
- تداخل الأصول اللغوية وأثره في بناء المعجم العربي، طبع في مجلدين.
- أصول علم العربية في المدينة، مجلة الجامعة الإسلامية بالمدينة.
- المنهل المأهول بالبناء للمجهول لابن ظهيرة، تحقيقًا ودراسة، مجلة الجامعة الإسلامية.
- تعميم الدلالة في ألفاظ الإبل، مجلة الدارة.
- موت الألفاظ في العربية، مجلة الجامعة الإسلامية.
- المثنَّى التَّغْلِيْبِيُّ وتراث العربية فيه، مجلة الدراسات اللغوية.
- أبو تراب اللغوي وكتابه الاعتقاب: جمعًا وترتيبًا ودراسة، مجلة الدراسات اللغوية.
- الرباعي المضاعف في العربية، مجلة الدراسات اللغوية.
- خلل الأصول في الجمهرة لابن دريد، مجلة جامعة أم القرى.
- معجم الروحة، للجرباذقاني، تحقيق ودراسة (الجزء الأول).
- فك التضعيف بالإبدال، مجلة الدراسات اللغوية.
- ألفاظ الجنِّ في العربية، المكتبة العصرية بجُدَّة، 1425هـ.
- سرُّ الزجاجة (مقالات في الأدب واللغة) نُشرت في مجلة المنهل.
- كشف الغمَّة والبُرَحاء بما صحَّ من الضبط في بئر حاء، لأبي الخير الشماخي، تحقيق ودراسة، ملحق التراث بجريدة المدينة.
- فوائت المعاجم: الفوائت القطعية والفوائت الظنية، مجلدان، من منشورات الدار العصرية بجُدَّة، 2016م.
- شُبهة الوضع في شواهد ابن مالك الشعرية، صدر عام 2020م.
- معجم اللغويين السعوديين ونتاجهم البحثي 1319ـ 1445هـ، صدر عام 2024م.[3]